# Холодильна вітрина

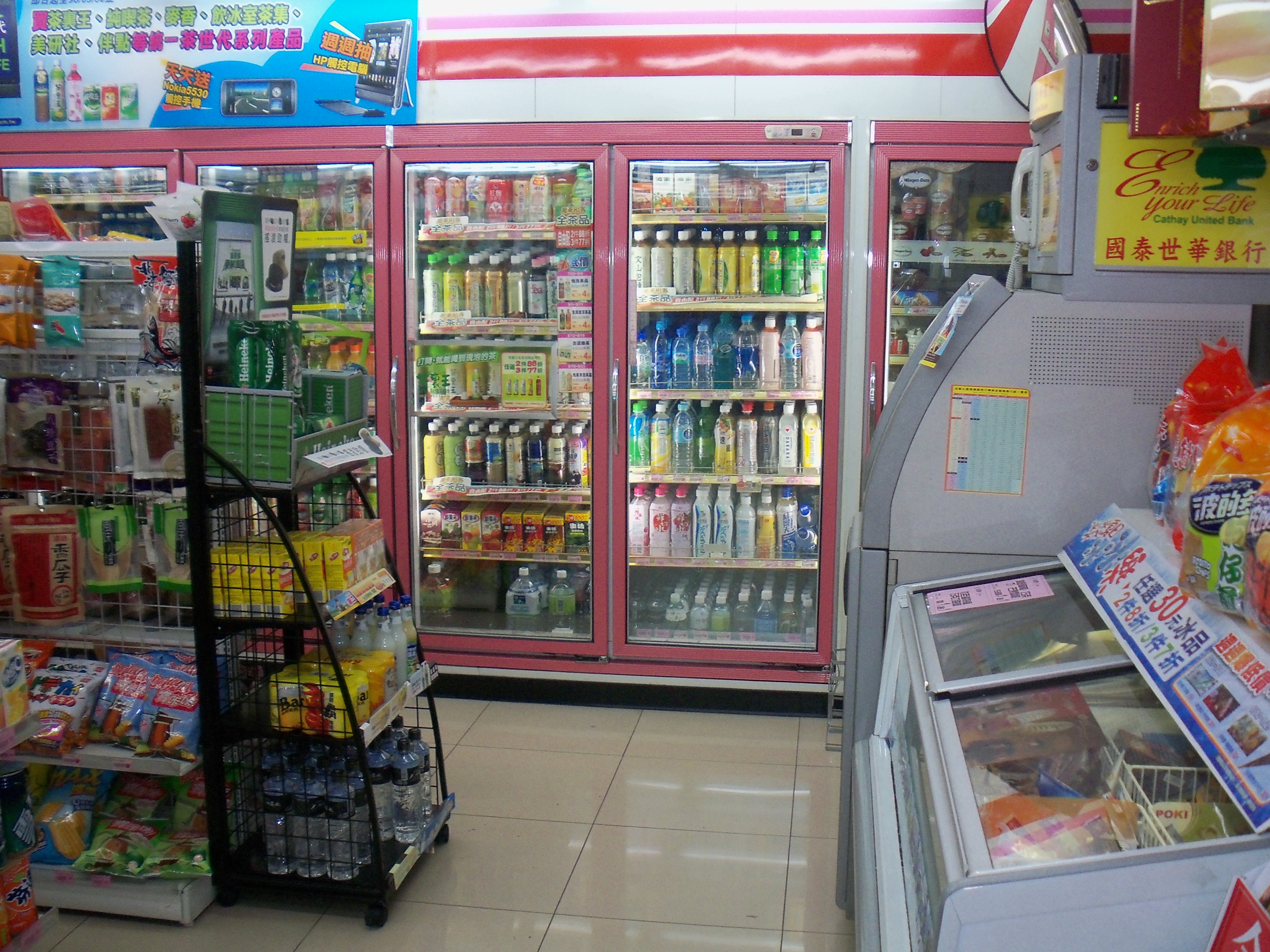
Холодильна вітрина прилавок (праворуч)

Холоди́льна вітри́на — холодильне обладнання, яке призначається для короткочасного зберігання і демонстрації охолоджених продуктів харчування. Вони застосовуються для зберігання та демонстрації покупцям продуктів харчування в різноманітних торгових точках (магазинах), а також в закладах громадського харчування (ресторанах, кафе, барах, їдальнях).

## Різновиди холодильних вітрин
За місцем розміщення агрегату охолодження вітрини бувають:
- із вбудованим агрегатом охолодження
- із виносною системою охолодження

За температурним режимом роботи вітрини поділяються на:
- Середньотемпературні (від 0 ° до + 10 ° C)
- Низькотемпературні (від -10 ° до 0 ° C)
- Універсальні (-5 ° до + 5 ° C)

За продуктами харчування, для зберігання яких призначені вітрини бувають: кондитерські, для м'яса, для риби, для молочної продукції, для суші і тп.
За типом конструкції: вертикальні та горизонтальні вітрини.